# حيز مغناطيسي
الحيّز المغناطيسي هي منطقة داخل مادة ذات خواص مغناطيسية، تكون فيها المغنطة ذات اتجاه واحد. مما يعني أن العزوم المغناطيسية الفردية للذرات تكون مصطفة إلى جانب بعضها وتتجه إلى وجهة واحدة.
عند التبريد إلى درجات حرارة أدنى من درجة حرارة كوري فإن المغنطة لمادة ذات مغناطيسية حديدية فإنها تنقسم بشكل فوري إلى قطاعات صغيرة تدعى الواحدة منها حيز مغناطيسي. تكون المغنطة في كل حيز مغناطيسي ذات اتجاه واحد، ولكن المغنطة لحيوز مختلفة يمكن أن تكون باتجاهات مختلفة. تعد بنى الحيوز المغناطيسية مسؤولةً عن السلوك المغناطيسي للمواد ذات المغناطيسية الحديدية مثل الحديد والنيكل والكوبالت والسبائك من تلك الفلزات.
اقترحت نظرية الحيز المغناطيسي لأول مرة من الفيزيائي الفرنسي بيير وايس؛ والذي اقترح في سنة 1906 وجود تلك الحيوز المغناطيسية في المغانط الحديدية.